# Chow-chow
El chow-chow és una raça de gos originària de la Xina.

## Història i origen de la raça
Membre de la família dels spitz, el chow chow va ser conegut en la seva Xina natal fa més de 2.000 anys, o possiblement es va originar a l'Àrtida d'Àsia fa 3.000 anys que va emigrar a Mongòlia i després a la Xina. Era utilitzat com aliment, d'on li ve el seu nom, i també com gos de guarda.
El Chow Chow ha estat identificat com una raça basal que és anterior a l'aparició de les races modernes al segle xix.

## Descripció
Crani ample i aplanat, orelles petites lleugerament arrodonides en les puntes, pit ample i profund i port compacte, cua alta que sol dur corbada sobre el dors. És característica la coloració negra o morada de la seva llengua.
Color: Negre, vermell/foc, blau, beix i crema.
Pelatge: Pot ser aspre (abundant, dens i tosc amb una cua d'aspecte crespat i plomós), o suau (dens i gruixut sense ser crespat o plomós).
Alçada: Mascles 48-56 cm, femelles 46-51 cm
Pes: 20-32 kg

## Cures
Cal cuidar bé la seva alimentació, perquè té tendència a patir malalties cutànies. Per altra banda, les seves parpelles enrotllades sobre els ulls enfonsats li provoquen un constant llagrimeig i el seu curt musell li provoca dificultats respiratòries. Cal treure'l a passejar perquè es mogui un poc i buscar un gos còmode, de procedència sana i raonable. També cal parar especial atenció als ectoparàsits (puces, paparres…), que trobarien un hàbitat ideal en un pèl tan dens.

## Temperament
Fidel al seu amo, independent, nerviós i sensible, el Chow-chow ha de ser tractat amb dolçor i fermesa alhora. L'exercici li agrada molt poc i el menjar molt. És afectuós i lleial amb la seva família, però intractable amb els estranys. Borda però no amb persistència.
Perfil comportamental de la raça de gos chow chow
El gos de raça chow chow sol ser un gos tranquil, no gaire excitable i poc destructiu pel que habitualment s'adapta molt bé a diversos tipus d'hàbitats. Els exemplars de la raça de gos chow chow solen ser excel·lents guardians però alhora, especialment els mascles, amb marcada tendència a dominar als seus amos i molt poc afectes a l'entrenament d'obediència. Si una persona experimentada i amb coneixements en el maneig de gossos està buscant un gos la principal funció del qual sigui la de protegir la llar però que alhora sigui un animal tranquil hauria de considerar la possibilitat de triar un gos de raça chow chow. En canvi si un desitja un animal afectuós i company per als nois i no està disposat a invertir temps i paciència pel que fa a educació i entrenament d'obediència es refereix, no seria convenient pensar a incorporar a la família un exemplar de raça chow chow.

## Entrenament
La seva educació requereix paciència i afecte. Pot aprendre amb relativa facilitat les normes socials.

## Utilitat
Gos de companyia, atenent a la seva especial sensibilitat a les alteracions cutànies i oculars i tenint en compte que ha de visitar amb freqüència al veterinari.